# Altpreußisches Husarenkommando Magdeburg

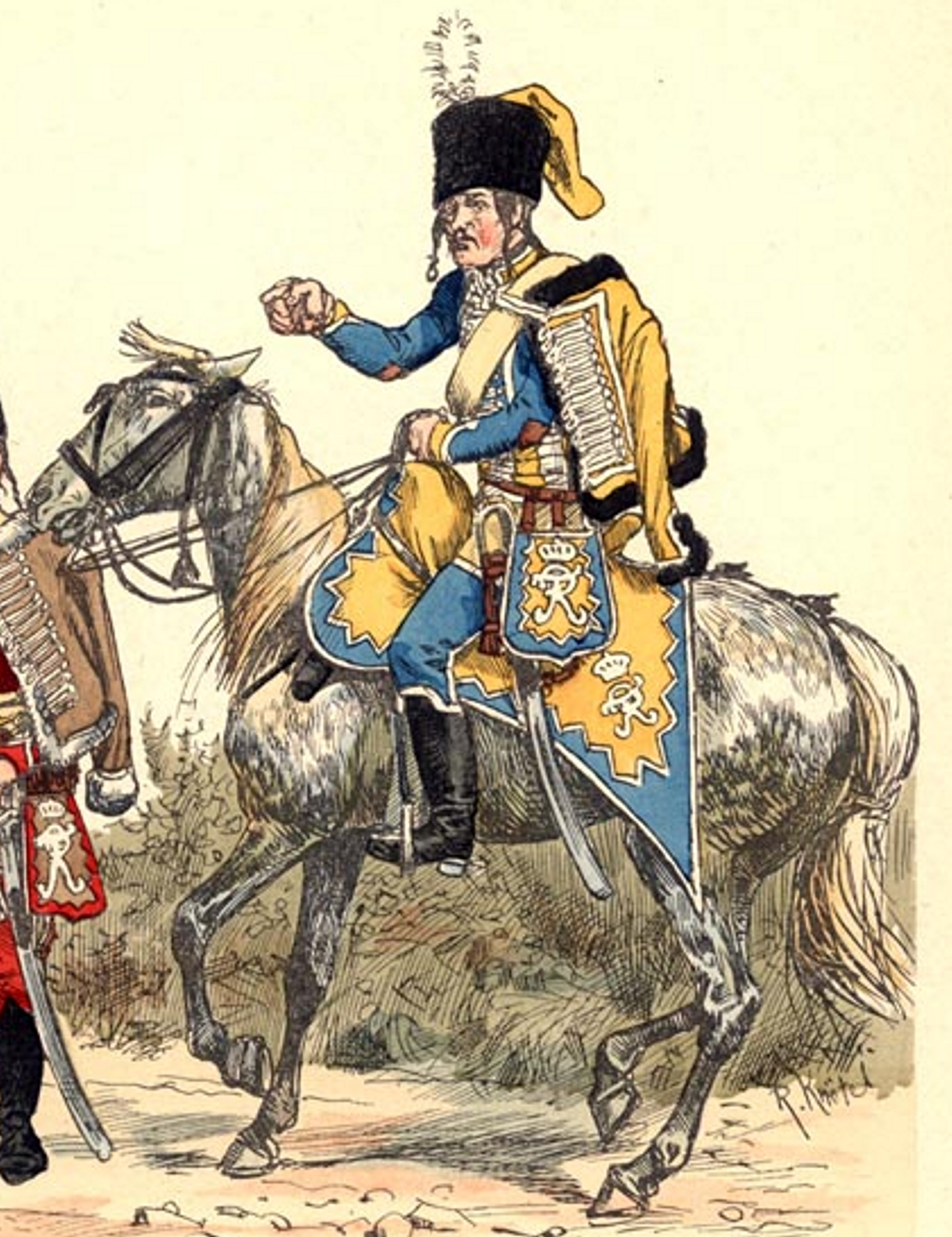
Husar des Husarenkommandos Magdeburg (1763)

Das Husarenkommando Magdeburg war eine Kavallerieeinheit der altpreußischen Armee.

## Geschichte
Die Einheit entstand während des Siebenjährigen Krieges im Jahre 1761, als Herzog Ferdinand von Braunschweig, der als Heerführer in der preußischen Armee diente, für sich eine Leibhusarentruppe von 24 Mann unter dem Befehl eines Rittmeisters aufstellte, die sowohl seinen persönlichen Schutz als auch Meldedienste und ähnliche Aufgaben übernahm.
Nach dem Ende des Krieges wurde der Herzog Gouverneur von Magdeburg; er behielt seine Leibhusaren bei sich, doch wurde die Einheit von Friedrich II. aufgeteilt: Eine Hälfte ging an seinen jüngeren Bruder Prinz Heinrich von Preußen und stand ihm fortan als Husaren-Kommando Rheinsberg als eigene Leibgarde zur Verfügung. Die andere Hälfte verblieb bei Herzog Ferdinand.
Auch nachdem der Herzog 1766 seinen Abschied vom preußischen Militär genommen hatte, blieb die Husarentruppe erhalten und diente fortan den jeweils amtierenden Gouverneuren von Magdeburg als Stabswache. Während des Bayerischen Erbfolgekriegs wurde das Magdeburger Husarenkommando 1778 vorübergehend wieder mit seiner anderen Hälfte vereinigt und diente dem Prinzen Heinrich für die Dauer des Feldzugs als verstärkte Leibhusarenabteilung. Nach Kriegsende wurden die Einheiten 1779 wieder getrennt und kehrten in ihre jeweiligen Garnisonen zurück.
Nach der preußischen Niederlage gegen Frankreich 1806 wurde das Husaren-Kommando Magdeburg aufgelöst.

## Uniform
Die ursprüngliche Uniform bestand aus roten Dolmanen mit schwarzen Pelzjacken. Nach der Verlegung nach Magdeburg gab Herzog Ferdinand den Husaren blau-gelbe Monturen in den Hausfarben des Landes Braunschweig-Wolfenbüttel; diese Uniformen in braunschweigischen Farben behielten sie auch nach dem Abschied des Herzogs bei. 1778/79 erhielten sie anlässlich der vorübergehenden Zusammenlegung mit dem Husaren-Kommando Rheinsberg rote Dolmane mit braunen Pelzjacken als gemeinsame Uniform und blieben danach bis zur Auflösung der Einheit bei dieser Uniform.